# 崔漢綺
崔漢綺（：／，1803年10月26日—1879年6月21日），字芸老，別號惠崗、明南樓等，本貫朔寧崔氏，是朝鮮王朝後期的實學家。

## 生平
崔漢綺出身開城的兩班家庭，被過繼給沒有兒子的遠房親戚崔光鉉，並因此搬到養父所居住的南大門倉洞一帶。崔光鉉雖然沒有官位，卻是個有相當家產的雅客。根據李圭景的記載，崔氏熱愛收集來自中國的古書，每逢市面上有出現必會斥巨資購入。

### 青年
崔漢綺青年時投入金正喜的門下讀書，與朴齊家等當時著名學者研讀學問，還在金正喜的介紹下結識了尚未得勢的興宣大院君。崔漢綺後來進士及第，卻因為看破科舉考試的弊端而斷絕了官場的心思，潛心研究學問。